# Apuim-de-asa-vermelha
Apuim-de-asa-vermelha (nome científico: Touit huetii) é uma espécie de ave da família dos psitacídeos.
Pode ser encontrada na Bolívia, Brasil, Colômbia, Equador, Guianas, Peru, Trinidad e Tobago, e Venezuela.